# Cattedrale di Piazza Armerina
La basilica cattedrale di Maria Santissima delle Vittorie di Piazza Armerina è la cattedrale della diocesi di Piazza Armerina, in Sicilia ed è dedicata a Maria Santissima delle Vittorie. Nel febbraio del 1962 papa Giovanni XXIII la elevò alla dignità di basilica minore.

Lo stemma della Basilica

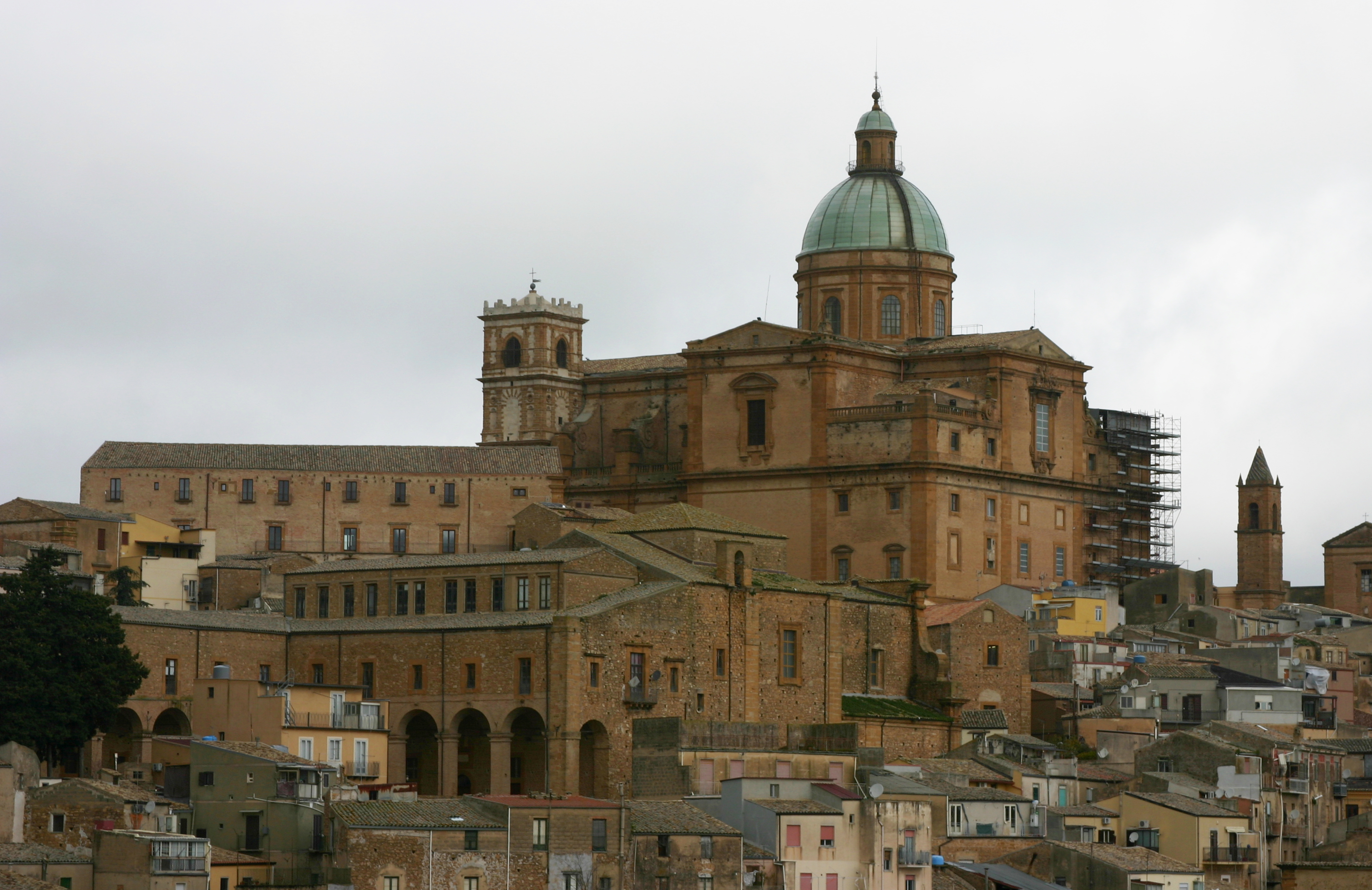
Panoramica.

## Storia

### Pròdromi normanni
Secondo la tradizione, non confermata da alcuna fonte diretta o indiretta, durante la campagna di conquista e latinizzazione dell'isola, il Gran Conte Ruggero ricevette da Papa Niccolò II il vessillo decorato con l'immagine della Vergine Maria. Nella tradizione bizantina l'icona della Vergine con il Bambino era associata ai trionfi dell'imperatore. L'insegna campeggiava tra le truppe e le milizie della coalizione cristiana, sotto i suoi auspici erano riposte e serbate le speranze di un felice esito della campagna e di una totale, definitiva, prospera liberazione dell'isola dal dominio saraceno.
Dopo il buon esito dell'impresa locale, la restaurazione della Contea di Sicilia affidata agli Altavilla, fu richiesta e imposta dai cittadini a titolo onorifico la gelosa custodia del sacro vessillo. All'immagine sullo stendardo sono ispirate le diverse riproduzioni mariane d'epoca bizantina, fino alle raffigurazioni più moderne e contemporanee, che la tradizione vuole suggerite o comunque legate a San Luca, patrono degli artisti, protoiconografo delle raffigurazioni cristiane.
Dopo la rivolta dei Baroni, con le sanguinose repressioni da parte del sovrano nei confronti di chi aveva trovato temporaneo rifugio altrove, prevedendo le bizzarre azioni del re che minacciava di mettere a ferro e fuoco l'abitato e il conseguente trasferimento della reliquia a Palermo, nel 1161 i notabili la rinchiusero segretamente in una cassa di legno e la seppellirono all'interno dell'eremo di Santa Maria in contrada Piazza Vecchia.
L'azione repressiva per la rivolta locale capeggiata da Ruggero Sclavo fu feroce, nel 1163 sono documentate le vicende che descrivono la primitiva borgata normanna " ... in poche ore incenerita, e nelle sue rovine sepolta dalla militar licenza delle Regie Truppe di Guglielmo I, detto per soprannome il "Malo"; ma poi rinata, secondo la più comune oppinione, per ordine dell'altro Re di simil nome, appellato il "Buono", dalle sue ceneri in luogo tre miglia distante dal primo sito, fu nominata Piazza la Nuova".

### Epoca aragonese
Rinvenimento dell'immagine della Madonna avvenuto in occasione dell'epidemia di peste del 1348. L'episodio è ammantato di mistero, sogni e rivelazioni segnalano il luogo ove è celato il vessillo. L'icona ritrovata fu trasferita nella chiesa di San Martino, chiesa madre dell'epoca, durante il corteo processionale sono segnalati l'attenuarsi e la scomparsa dei focolai di infezione.
Primitiva chiesa
La costruzione in stile gotico - catalano sotto il titolo di «Santa Maria Maggiore», è un edificio arricchito tra il '400 e il '500 da una poderosa torre campanaria e da un arco marmoreo gaginesco nel battistero, espressione del rinascimento siciliano.

### Epoca spagnola
Nel 1516 Panfilia Spinelli, vedova di Giovanni Andrea Calascibetta - Landolina, senza eredi, baronessa dei feudi Scalisa e Malocristianello, dona questi feudi e 60.000 scudi alla chiesa madre per restaurarla e ingrandirla. La nobildonna concluse la vita terrena come religiosa nel monastero dell'Ordine benedettino sotto il titolo di «San Giovanni Evangelista».
Il tempio fu seriamente danneggiato da un terremoto, verosimilmente il "Magnus Terremotus in terra Xiclis" del 1542. Il barone Marco Trigona nel 1598, tra le sue volontà testamentarie dispose che la maggiore chiesa di Piazza, sua erede universale, con le rendite appositamente destinate, dovesse essere ampliata ed allargata nella fabbrica. In sequenza, alcuni blocchi della struttura furono demoliti e riedificati: nel 1627 l'abside, nel 1705 il corpo della navata.
Nuovo tempio e costituzione della maramma
Per maramma, alla stregua di quelle storicamente documentate per le cattedrali di Palermo, Messina e Catania, si intende la «Fabbrica del Duomo». L'istituzione e il luogo avevano le funzioni di cantiere ospitante i controllori preposti a dirigere la complessa «Fabbrica del Duomo». La voce indica il luogo e l'attività di conduzione di attività per la realizzazione e gestione della grande opera pubblica, nella fattispecie il termine sottintende la confusione con conseguenti contaminazioni, tipica di un edificio medievale dai cantieri perenni, costruito da maestranze miste secondo canoni ibridi e sovrapposizioni di stili.
Nel 1626 - 1627 fu chiamato a guidare l'arcidiocesi di Catania, il romano Innocenzo Massimo, che volle mettere fine alla querelle interminabile circa la ricostruzione del nuovo duomo di Piazza Armerina, opera che si protraeva da quasi trent'anni, e che aveva già visto fallire almeno tre validi progetti. La proposta vescovile fu accettata da Orazio Torriani architetto che poté innalzare il nuovo e imponente edificio sulle rovine dell'antica chiesa madre, inglobandovi quanto restava del precedente campanile e dell'arco gaginesco, coadiuvato dai maestri Maria Capelletti milanese e Domenico Costa messinese. L'opera ebbe inizio il 24 ottobre 1627.
Per il rifacimento fu favorito l'utilizzo del laterizio alternativo alla pietra, sia come materiale da costruzione, sia come elemento decorativo.
Le tremende scosse del terremoto dell'11 gennaio 1693 lasciarono miracolosamente illesa la città che celebra ogni anno l'anniversario dell'evento. A ricordo imperituro fu edificata una chiesa con titolo appellativo del tremuoto. Dopo un'ulteriore interruzione di circa quarant'anni a cavallo fra il 1666 e il 1705, il duomo fu completato nelle strutture e inaugurato solo nel 1742, periodo dopo il quale si avvicendarono nuove maestranze.

### Epoca contemporanea
Il tempio è elevato a basilica minore da Papa Giovanni XXIII nel febbraio 1962.

## Cupola
La cattedrale attuale, dominata dalla sua alta cupola di 76.5 m ed ha un diametro di 13.88 metri, la più alta della Sicilia, visibile da tutta la città, fu iniziata nel 1604, continuata dall'architetto Orazio Torriani, completata nel 1719.

## Campanile
Il campanile, alto 40 metri, in stile tardo gotico catalano, risale al XV secolo ed è quello di una precedente chiesa, al posto della quale venne eretta l'attuale cattedrale.

## Facciata
Il portale, del XVIII secolo, presenta elementi di stile barocco siciliano.

## Interno

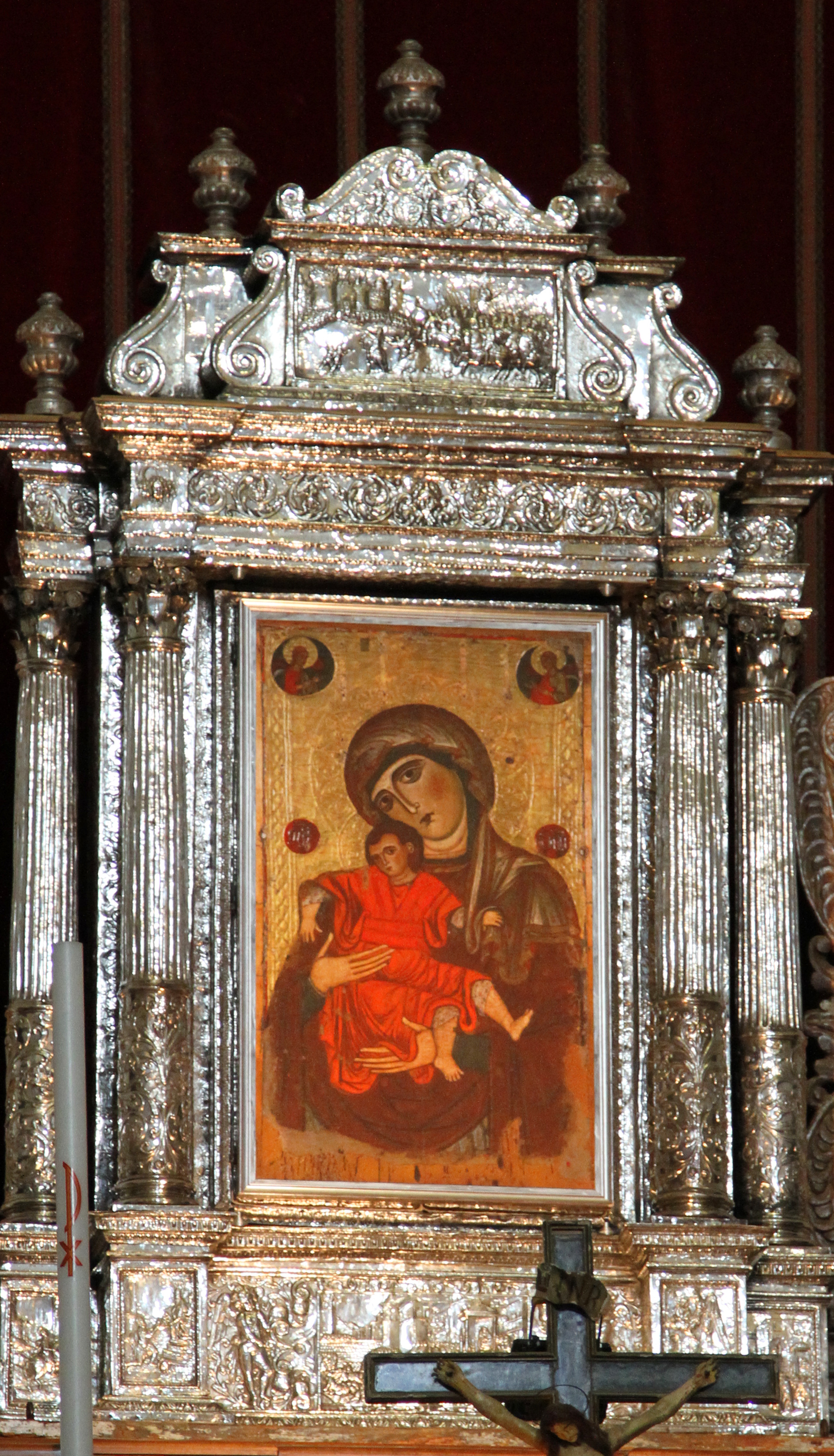
Icona di Maria Santissima delle Vittorie.

L'interno della cattedrale è dominato dall'alta cupola centrale. Dall'arco trionfale pende una grande croce dipinta su entrambi i lati, recante la raffigurazione della crocifissione e la resurrezione di Cristo, opera del 1485 convenzionalmente riferita al «Maestro della croce di Piazza Armerina», e un battistero realizzato da Antonuzzo Gagini nel 1594.

### Altare maggiore
L'altare maggiore in lapislazzuli, pietre dure e marmi siciliani, col pavimento e la balaustra dell'abside, sono realizzati dal maestro palermitano Filippo Pinistri su disegno dell'architetto Giuseppe Venanzio Marvuglia. La sopraelevazione comprende la custodia in argento sbalzato del 1625, che contiene l'immagine di Maria Santissima delle Vittorie, patrona della città e della diocesi, cesellata dall'argentiere caltagironese Giuseppe Capra nel 1627, la manta in oro, argento e smalti per proteggerla, ideata e realizzata dall'orafo palermitano don Camillo Barbavara. Dietro l'altare sono collocati i monumenti funebri di Marco Trigona † 1598 e di Melchiorre Trigona † 1637. Sulla parete di fondo due grandi vetrate con San Pietro e San Paolo apostoli, al centro, nella finestra in alto, l'immagine del Redentore.
Lungo le pareti laterali del presbiterio è disposto il coro dei canonici, manufatto intagliato nel 1795 dai maestri locali Domenico Parlagreco, Luigi Montalto e Liborio Parlagreco su disegno fornito dagli architetti Francesco e Pietro Laganà da Modica. Sulla sinistra, posizionato su una pedana aggettante, è collocato il seggio vescovile. Abbelliscono le pareti sul lato destro al di sopra del coro le tele raffiguranti l'Epifania o Adorazione dei Magi proveniente dalla chiesa di Sant'Agata, e San Benedetto e il servo di Re Totila di Giuseppe Salerno, sul lato sinistro lo Sposalizio mistico di Santa Caterina di Giuseppe Salerno e il Martirio dei Santi Quaranta.

## Tesoro
- XV secolo, Crocifisso, manufatto argenteo.[6]
- 1405, Reliquiario, manufatto argenteo autografo "SIMON DE AVERSA FECIT HOC OPVS SVB ANNO DOMINI MILLESIMO CCCC QVINTO INDICIONE DVODECIMA".[7]

## Feste religiose
- 15 agosto. Festa di Maria Santissima delle Vittorie.
  - 12, 13, 14 agosto, Precede i festeggiamenti religiosi il Palio dei Normanni.

## Immagini dell'interno della cattedrale

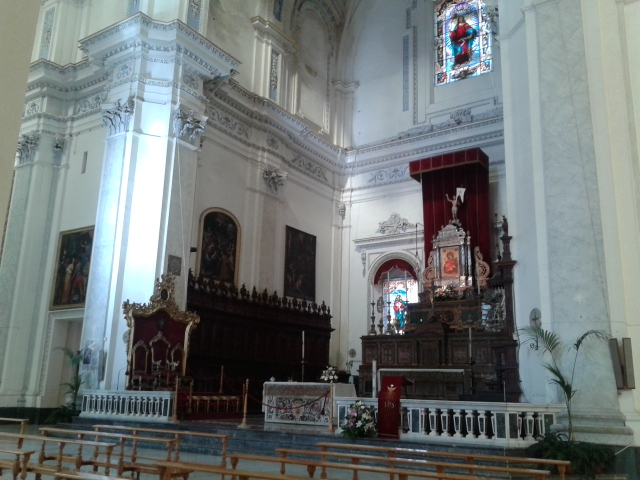
Il presbiterio
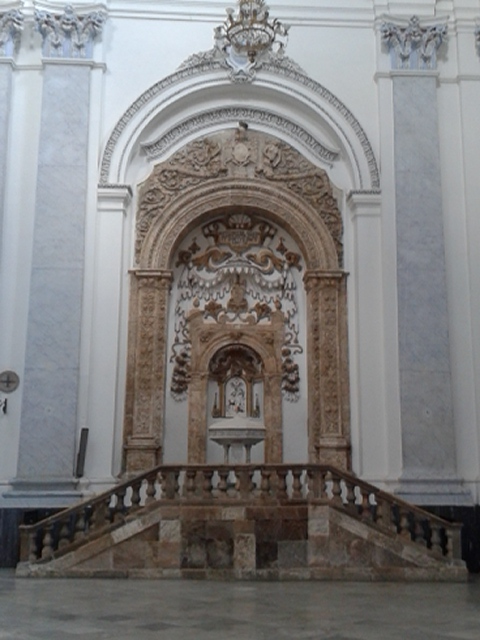
Il battistero
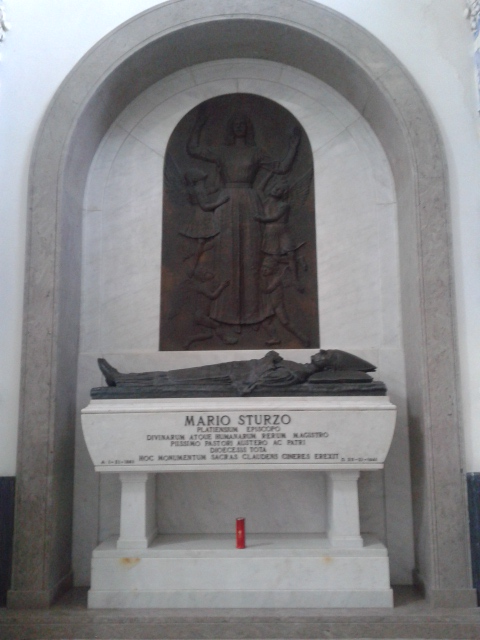
Tomba di Mario Sturzo